# 바라예보

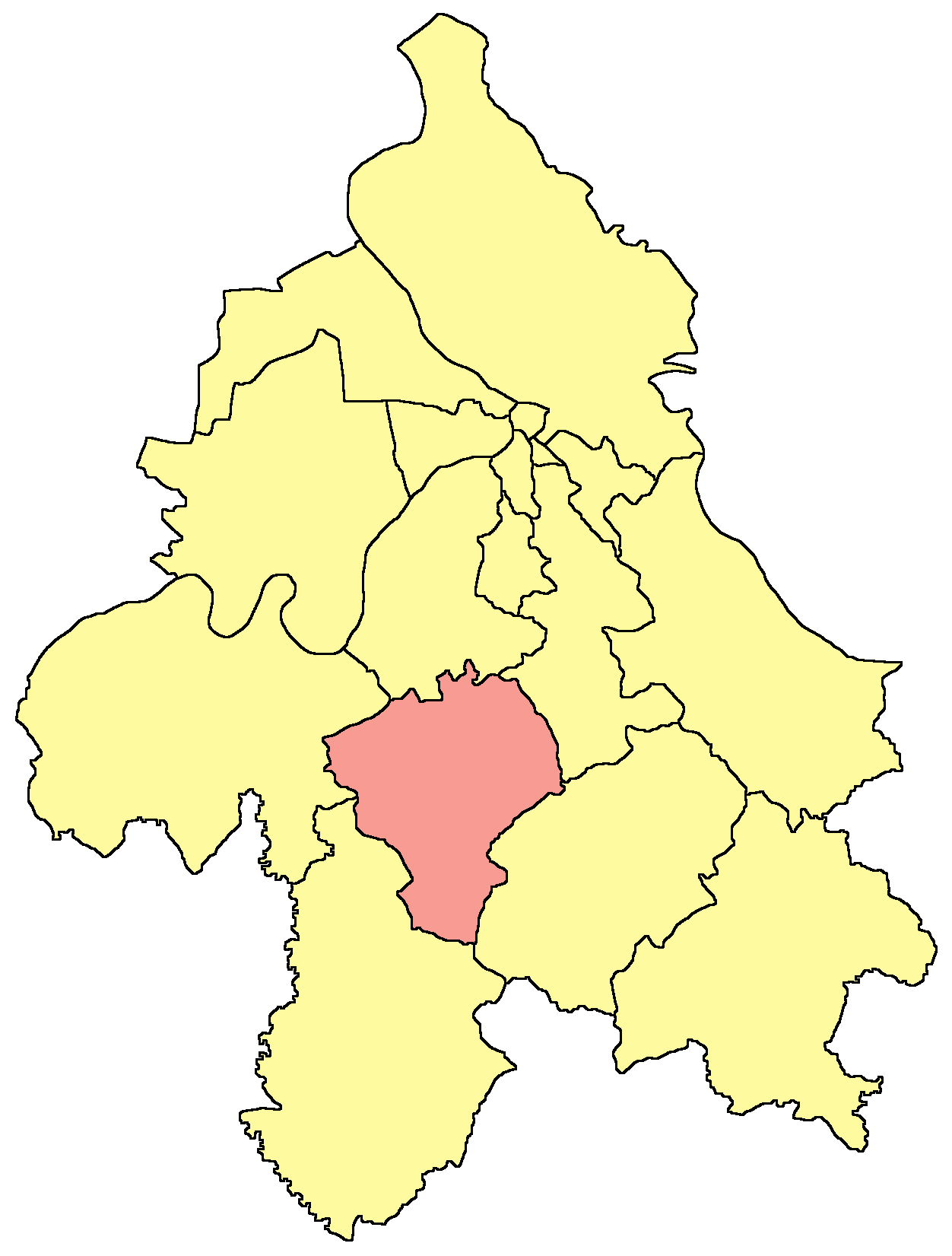
베오그라드 시 지도에 표시된 바라예보의 위치

바라예보(세르비아어: Барајево / Barajevo)는 세르비아의 수도인 베오그라드를 구성하는 17개 지방 자치체 가운데 하나로 면적은 213km2, 인구는 27,110명(2011년 기준)이다.
베오그라드 남동부에 위치한다. 세르비아와 몬테네그로 사이를 연결하는 고속도로인 IB-22 고속도로(이바르(Ibar) 고속도로), 베오그라드-바르 철도가 지나간다.

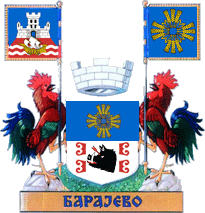
시 문장